# Флаг Омутинского района
Флаг муниципального образования Омути́нский муниципальный район Тюменской области Российской Федерации.
Флаг утверждён 25 ноября 2004 года как флаг объединённого муниципального образования Омутинский район (после муниципальной реформы — муниципальное образование Омутинский муниципальный район) и внесён в Государственный геральдический регистр Российской Федерации с присвоением регистрационного номера 1733.
Флаг является опознавательно-правовым знаком, являющимся официальным символом муниципального образования Омутинский муниципальный район.

## Описание
«Прямоугольное полотнище с отношением высоты к длине 2:3, состоящее из двух равновеликих горизонтальных полос зелёного (вверху) и синего цветов. Четверть верхней полосы у древка — синего цвета. Четверть нижней полосы у древка — зелёного цвета. На границе частей помещены фигуры районного герба (стерх, стоящий на трёх сцепленных кольцах), изображённые белым, жёлтым, светло-серым и чёрным цветами. Фигуры имеют габаритную высоту в 1/2 от высоты полотнища; центр большего кольца совпадает с точкой пересечения границ всех четырёх частей. Оборотная сторона зеркально воспроизводит лицевую».

## Обоснование символики
Синий и зелёный цвет полотнища символизирует природные богатства и чистоту, составляющие славу района.
Переплетённые кольца олицетворяют обилие водоёмов и, в частности, омутов, вошедших в название района. Через посредство этих природных реалий кольца призваны обозначать также всю совокупность природных и историко-социальных условий, которые привели к складыванию района. Их переплетение — знак равенства и ценности всех поколений и единения в труде на благо малой родины.
Взлетающий стерх — символизирует надежду на светлое будущее, свободу и творческий (духовный) потенциал местных жителей, а также отражает широкую распространённость этого образа в творчестве местных жителей.